# 1123
Cette page concerne l'année 1123  du calendrier julien.
L'année 1123 est une année commune qui commence un lundi.

## Événements

### Asie
- Janvier, Chine : Yanjing (aujourd’hui Pékin), la capitale méridionale des Liao, tombe aux mains des Jürchen (Jin), qui vident la ville de ses habitants et la pillent. Un nouveau traité est conclu avec les Song qui augmentent le tribut annuel dû aux Jin de 500 000 à 600 000 unités d’argent et de soie. Les Jürchen remettent en mai aux Song la ville désertée[1].

### Proche-Orient
- 18 avril : Baudouin II de Jérusalem se rend à Édesse où le comte Jocelin avait été capturé. Il est lui-même fait prisonnier par les Ortoqides d’Alep[2].

- 29 mai : victoire du connétable Eustache Grenier à Ibelin sur les Fatimides[3].

- 30 mai : plus de cent vingt vaisseaux vénitiens conduits par le doge Domenico Michele, apparus au large des côtes de Palestine au printemps, détruisent la flotte égyptienne qui mouillait devant Ascalon[4].

- 27 juin : l’émir turc Balak entre triomphalement à Alep[5]. Il dépose son cousin Badr al-Dawla Suleiman et épouse la fille de Ridwan, sultan d’Alep, puis entreprend la conquête systématique des possessions franques aux alentours de la ville.

- 8 août : Jocelin d’Édesse s’échappe de la citadelle de Kharpout avec l’aide d’Arméniens ; Baudouin n’est libéré contre rançon que le 24 août 1124[6].

- Pactum Warmundi négocié par le patriarche latin de Jérusalem Gormond de Picquigny, traité d’alliance entre le royaume de Jérusalem et la république de Venise[7].

### Europe
- 2 février : mort de Girbert ; Étienne de Senlis est élu évêque de Paris.

- 18-27 mars : Ier concile du Latran, ratifiant le concordat de Worms. Les décrets constitutifs de la réforme grégorienne sont codifiés[8].

- Jean II Comnène, empereur byzantin, impose sa suzeraineté à la Serbie[9].

- Code ecclésiastique en Islande (Kristinréttr)[10]. Il représente le premier effort concerté entrepris par l’Église islandaise pour accéder à une relative indépendance vis-à-vis du pouvoir temporel.

## Dans la fiction
L'année 1123 est celle dans laquelle se déroule l'intrigue du film Les Visiteurs, réalisé en 1993 par Jean-Marie Poiré.